# Micromyrtus trudgenii
Micromyrtus trudgenii är en myrtenväxtart som beskrevs av Barbara Lynette Rye. Micromyrtus trudgenii ingår i släktet Micromyrtus och familjen myrtenväxter. Inga underarter finns listade i Catalogue of Life.